# Синява (Кросненський повіт)
Синява (пол. Sieniawa) — село північної Лемківщини в Польщі, у гміні Риманів Кросненського повіту Підкарпатського воєводства, поруч з містечком Романів, центром однойменної гміни. Населення — 1079 осіб (2011).

## Історія

Архиєрейське богослужіння у Синяві 1907 р. в центрі єпископ К. Чехович

У 1934—1939 рр. село належало до ґміни Риманів Сяніцького повіту Львівського воєводства. У 1939 році в селі проживало 1230 мешканців, з них 1100 українців-грекокатоликів, 70 українців-римокатоликів, 40 поляків і 20 євреїв.
В серпні 1944 року радянські війська оволоділи селом. Радянські окупанти насильно мобілізували чоловіків у Червону армію. За Люблінською угодою від 9 вересня 1944 року село опинилося в Польщі. Польським військом і бандами цивільних поляків почались пограбування і вбивства, у 1945 р. банда польських шовіністів вбила в селі щонайменше 22 українці. Українців у 1945 р. добровільно-примусово виселяли в СРСР.
У 1975—1998 роках село належало до Кросненського воєводства.

## Демографія
Демографічна структура станом на 31 березня 2011 року:
|          | Загалом | Допрацездатний вік | Працездатний вік | Постпрацездатний вік |
| -------- | ------- | ------------------ | ---------------- | -------------------- |
| Чоловіки | 515     | 105                | 368              | 42                   |
| Жінки    | 564     | 123                | 344              | 97                   |
| Разом    | 1079    | 228                | 712              | 139                  |

## Відомі уродженці
- Богдан Корвач — український художник, поет.
- Григорій Гануляк — український письменник, журналіст, видавець.